# Rhamnus alpina
Rhamnus alpina, púdol o fic, és un arbust de la família Ramnàcia.

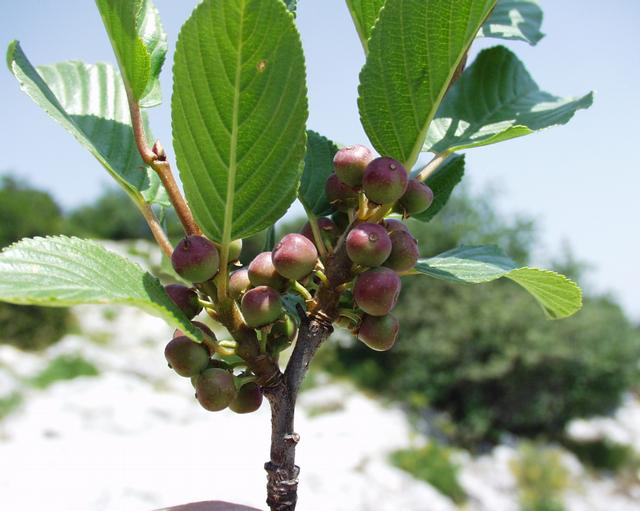
Rhamnus alpina a l'inici de la fructificació

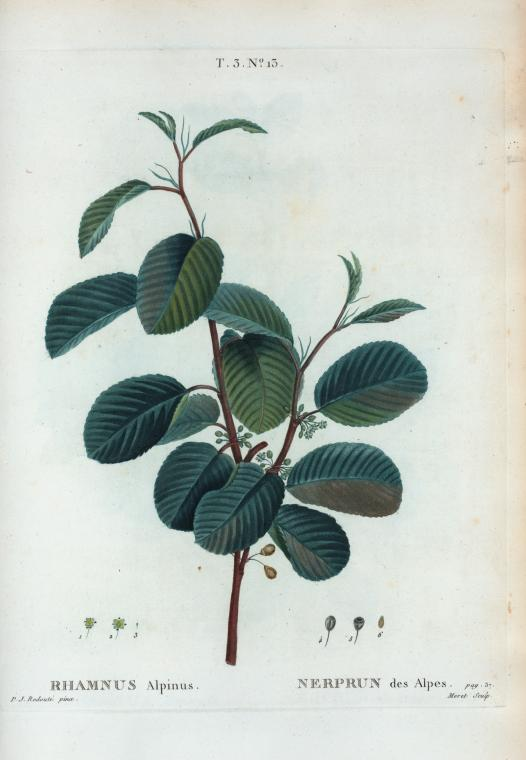
Il·lustració

## Descripció
Arbust que fa entre 3 i 4 m d'alt. Flors verdes. Floreix entre maig i agost.

## Distribució i hàbitat
Es troba a les clarianes del bosc i pedreres en el pis subalpí a Suïssa, est i sud-est de França, i a la Península Ibèrica incloent els Països Catalans.

## Propietats
Es considera una planta medicinal contra el restrenyiment.

## Taxonomia
Rhamnus alpina va ser descrita per Linnaeus i publicada a Species Plantarum 193, l'any 1753.
Sinònims
- Frangula latifolia Mill.[2]
- Oreoherzogia alpina (L.) W. Vent
- Rhamnus alpina subsp. alpina L.
- Rhamnus kabylica (Maire) Grubov